# 沙坨子站
沙坨子站是一个京通线上的铁路车站，位于河北省隆化县河洛营，建于1980年，目前为五等站，邮政编码为068150。目前客运：办理旅客乘降；不办理行李、包裹托运；不办理货运营业。